# Reyes Católicos, 10
El edificio situado en la Avenida Reyes Católicos, 10, en el Ensanche Modernista es uno de los más bellos edificios modernistas de la ciudad española de Melilla y forma parte del Conjunto Histórico Artístico de la Ciudad de Melilla, un Bien de Interés Cultural.

## Historia
Fue construido en los años 20 del siglo XX, muy probablemente según diseño de Enrique Nieto.

## Descripción
Está construido con paredes de mampostería de piedra local y ladrillo macizo y bovedillas de ladrillo tocho para los techos.
Consta de planta baja, entreplanta, tres plantas sobre esta y unos cuartos retranqueados. Sus bajos están muy alterados, así como parte de la entreplanta derecha, siendo cinco vanos rectangulares siempre, el central de la planta baja conduce al portal, y sobre este se sitúan balcones en su columna, flanqueados por balconadas corridas. Las ventanas, enmarcadas de las dos primeras plantas están decoradas con guirnaldas sobre sus dinteles, mientras que las de la última, también enmarcadas, cuentan con molduras. Una cornisa da paso al peto ornamentado, con pináculos dónde terminan las pilastras de las esquinas y de la columna central, situándose en esta un remate.